# Vidua nigeriae
Vidua nigeriae е вид птица от семейство Viduidae.

## Разпространение
Видът е разпространен в Гамбия, Камерун, Нигерия и Южен Судан.